# Izipho Zam
Izipho Zam (My Gifts) è un album discografico del musicista jazz statunitense Pharoah Sanders registrato nel 1969, ma pubblicato dalla Strata-East Records nel 1973.

## Tracce
Musiche di Pharoah Sanders.
1. Prince of Peace – 8:44
2. Balance – 12:15
3. Izipho Zam – 28:50

## Musicisti
- Pharoah Sanders - sax tenore, flauto, percussioni, voce
- Howard Johnson - tuba
- Sonny Fortune - sax alto, flauto
- Lonnie Liston Smith -  pianoforte
- Sonny Sharrock -  chitarra
- Sirone (Norris Jones), Cecil McBee - contrabbasso
- Billy Hart - batteria
- Chief Bey - tamburo africano
- Nat Bettis, Tony Wiles - percussioni
- Leon Thomas - percussioni, voce